# Folyamirája-félék
A folyamirája-félék (Potamotrygonidae) a porcos halak (Chondrichthyes) osztályába és a sasrájaalakúak (Myliobatiformes) rendjébe tartozó család.

## Tudnivalók
Amint neve is utal rá, ez a porcoshal-család a folyók, folyamok lakója. Dél-Amerika nagyobb vízrendszereiben élnek a különböző fajai. A hosszuk fajtól függően 13,5-111 centiméter között változik.

## Rendszerezés
A családba az alábbi 4 nem tartozik:
- Heliotrygon M. R. de Carvalho & Lovejoy, 2011 - 2 faj
- Paratrygon Duméril, 1865 – 1 faj
- Plesiotrygon R. de S. Rosa, Castello & Thorson, 1987 – 2 faj
- Potamotrygon Garman, 1877 – 30 faj